# Jean-Marc Lelong
Jean-Marc Lelong (* 1. Februar 1949 in Saint-Pierre-des-Corps; † 24. Februar 2004 in Tours) war ein französischer Comiczeichner und Szenarist.

## Leben und Werk
In den frühen 1970er Jahren lebte Jean-Marc Lelong in Afrika, wo er seine Frau kennenlernte. Wieder zurück in Frankreich wurde er professioneller Zeichner und mit dem Szenaristen Christian Barré schuf er für das Comicmagazin Pilote die Serie Monsieur Emile. 1981 erschienen im Magazin Fluide Glacial die ersten Seiten von Carmen Cru, ein Comic über eine etwas eigenwillige alte Dame, mit der sich Lelong bis zu seinem Tod 2004 beschäftigte. Ab 1984 erschienen die Abenteuer Carmen Crus auch in Albenform, 2001 das siebte. Ein achtes mit Episoden aus Lelongs Nachlass wurde 2008 veröffentlicht.
Episoden aus Carmen Cru wurden von der Compagnie du Préau für das Theater adaptiert.